# Daniel Andersson
Daniel Jerry Andersson (Lund, 28 agosto 1977) è un dirigente sportivo, allenatore di calcio ed ex calciatore svedese, di ruolo centrocampista, attuale direttore generale del Malmö FF.

## Biografia
Anche suo padre Roy e suo fratello Patrik sono stati calciatori.

## Carriera

### Giocatore

#### Club
Dopo aver esordito nelle file del Bjärreds IF, società svedese minore, trascorre quattro stagioni (dal 1995 al 1998) nel Malmö. Nel 1998 viene ingaggiato dagli italiani del Bari, dove rimane per tre stagioni. Nel Bari allenato da Eugenio Fascetti indossa la fascia di capitano.
Nel 2001 viene acquistato dal Venezia, e quando il Presidente Maurizio Zamparini lascia la società veneta per passare al Palermo, Andersson diviene un tesserato dalla società siciliana. Successivamente gioca in prestito nel Chievo Verona e nell'Ancona, senza trovare però quella continuità di rendimento avuta a Bari. Il 30 luglio 2004 torna al Malmö FF, ceduto definitivamente dal Palermo.

#### Nazionale
Ha debuttato in Nazionale l'11 febbraio 1997 contro la Thailandia. Ha disputato in totale 74 partite con la selezione svedese, partecipando a 2 europei (2000 e 2008) e 2 Mondiali (2002 e 2006).

### Dirigente sportivo
Prima dell'inizio della stagione 2014, Andersson viene nominato direttore sportivo del Malmö FF dove prende il posto di Per Ågren. Il 14 maggio 2018, a seguito dell'esonero di Magnus Pehrsson, assume anche l'incarico di allenatore ad interim per le tre partite rimanenti prima della pausa estiva dell'Allsvenskan 2018. Nel luglio 2021 lascia l'incarico di direttore sportivo per intraprendere quello di direttore generale.

## Statistiche

### Cronologia presenze e reti in nazionale
| Cronologia completa delle presenze e delle reti in nazionale ― Svezia | Cronologia completa delle presenze e delle reti in nazionale ― Svezia | Cronologia completa delle presenze e delle reti in nazionale ― Svezia | Cronologia completa delle presenze e delle reti in nazionale ― Svezia | Cronologia completa delle presenze e delle reti in nazionale ― Svezia | Cronologia completa delle presenze e delle reti in nazionale ― Svezia | Cronologia completa delle presenze e delle reti in nazionale ― Svezia | Cronologia completa delle presenze e delle reti in nazionale ― Svezia |
| Data                                                                  | Città                                                                 | In casa                                                               | Risultato                                                             | Ospiti                                                                | Competizione                                                          | Reti                                                                  | Note                                                                  |
| --------------------------------------------------------------------- | --------------------------------------------------------------------- | --------------------------------------------------------------------- | --------------------------------------------------------------------- | --------------------------------------------------------------------- | --------------------------------------------------------------------- | --------------------------------------------------------------------- | --------------------------------------------------------------------- |
| 11-2-1997                                                             | Bangkok                                                               | Thailandia                                                            | 0 – 0                                                                 | Svezia                                                                | King's Cup 1997                                                       | -                                                                     |                                                                       |
| 13-2-1997                                                             | Bangkok                                                               | Giappone                                                              | 0 – 1                                                                 | Svezia                                                                | King's Cup 1997                                                       | -                                                                     | 78’                                                                   |
| 6-8-1997                                                              | Malmö                                                                 | Svezia                                                                | 1 – 0                                                                 | Lituania                                                              | Amichevole                                                            | -                                                                     | 66’                                                                   |
| 24-1-1998                                                             | Orlando                                                               | Stati Uniti                                                           | 1 – 0                                                                 | Svezia                                                                | Amichevole                                                            | -                                                                     | 76’ 86’                                                               |
| 29-1-1998                                                             | Kingston                                                              | Giamaica                                                              | 0 – 0                                                                 | Svezia                                                                | Amichevole                                                            | -                                                                     |                                                                       |
| 22-4-1998                                                             | Solna                                                                 | Svezia                                                                | 0 – 0                                                                 | Francia                                                               | Amichevole                                                            | -                                                                     | 46’                                                                   |
| 19-8-1998                                                             | Örebro                                                                | Svezia                                                                | 1 – 0                                                                 | Russia                                                                | Amichevole                                                            | -                                                                     | 69’                                                                   |
| 5-9-1998                                                              | Solna                                                                 | Svezia                                                                | 2 – 1                                                                 | Inghilterra                                                           | Qual. Euro 2000                                                       | -                                                                     | 90’                                                                   |
| 10-2-1999                                                             | Tunisi                                                                | Tunisia                                                               | 0 – 1                                                                 | Svezia                                                                | Amichevole                                                            | -                                                                     |                                                                       |
| 27-3-1999                                                             | Göteborg                                                              | Svezia                                                                | 2 – 0                                                                 | Lussemburgo                                                           | Qual. Euro 2000                                                       | -                                                                     | 79’                                                                   |
| 28-4-1999                                                             | Dublino                                                               | Irlanda                                                               | 2 – 0                                                                 | Svezia                                                                | Amichevole                                                            | -                                                                     |                                                                       |
| 27-5-1999                                                             | Solna                                                                 | Svezia                                                                | 2 – 1                                                                 | Giamaica                                                              | Amichevole                                                            | -                                                                     |                                                                       |
| 5-6-1999                                                              | Londra                                                                | Inghilterra                                                           | 0 – 0                                                                 | Svezia                                                                | Qual. Euro 2000                                                       | -                                                                     | 83’                                                                   |
| 18-8-1999                                                             | Malmö                                                                 | Svezia                                                                | 0 – 0                                                                 | Austria                                                               | Amichevole                                                            | -                                                                     |                                                                       |
| 4-9-1999                                                              | Solna                                                                 | Svezia                                                                | 1 – 0                                                                 | Bulgaria                                                              | Qual. Euro 2000                                                       | -                                                                     | 38’                                                                   |
| 8-9-1999                                                              | Lussemburgo                                                           | Lussemburgo                                                           | 0 – 1                                                                 | Svezia                                                                | Qual. Euro 2000                                                       | -                                                                     | 78’                                                                   |
| 23-2-2000                                                             | Palermo                                                               | Italia                                                                | 1 – 0                                                                 | Svezia                                                                | Amichevole                                                            | -                                                                     |                                                                       |
| 29-3-2000                                                             | Vienna                                                                | Austria                                                               | 1 – 1                                                                 | Svezia                                                                | Amichevole                                                            | -                                                                     | 44’                                                                   |
| 26-4-2000                                                             | Copenaghen                                                            | Danimarca                                                             | 0 – 1                                                                 | Svezia                                                                | Amichevole                                                            | -                                                                     | 73’                                                                   |
| 3-6-2000                                                              | Göteborg                                                              | Svezia                                                                | 1 – 1                                                                 | Spagna                                                                | Amichevole                                                            | -                                                                     |                                                                       |
| 10-6-2000                                                             | Bruxelles                                                             | Belgio                                                                | 2 – 1                                                                 | Svezia                                                                | Euro 2000 - 1º turno                                                  | -                                                                     | 70’                                                                   |
| 19-6-2000                                                             | Eindhoven                                                             | Italia                                                                | 2 – 1                                                                 | Svezia                                                                | Euro 2000 - 1º turno                                                  | -                                                                     | 56’                                                                   |
| 16-8-2000                                                             | Reykjavík                                                             | Islanda                                                               | 2 – 1                                                                 | Svezia                                                                | Campionato nordico di calcio                                          | -                                                                     | 46’                                                                   |
| 11-10-2000                                                            | Bratislava                                                            | Slovacchia                                                            | 0 – 0                                                                 | Svezia                                                                | Qual. Mondiali 2002                                                   | -                                                                     | 82’                                                                   |
| 28-2-2001                                                             | Ta' Qali                                                              | Malta                                                                 | 0 – 3                                                                 | Svezia                                                                | Amichevole                                                            | -                                                                     |                                                                       |
| 24-3-2001                                                             | Göteborg                                                              | Svezia                                                                | 1 – 0                                                                 | Macedonia                                                             | Qual. Mondiali 2002                                                   | -                                                                     | 64’                                                                   |
| 28-3-2001                                                             | Chișinău                                                              | Moldavia                                                              | 0 – 2                                                                 | Svezia                                                                | Qual. Mondiali 2002                                                   | -                                                                     | 52’                                                                   |
| 25-4-2001                                                             | Ginevra                                                               | Svizzera                                                              | 0 – 2                                                                 | Svezia                                                                | Amichevole                                                            | -                                                                     | 46’                                                                   |
| 2-6-2001                                                              | Solna                                                                 | Svezia                                                                | 2 – 0                                                                 | Slovacchia                                                            | Qual. Mondiali 2002                                                   | -                                                                     | 88’                                                                   |
| 6-6-2001                                                              | Göteborg                                                              | Svezia                                                                | 6 – 0                                                                 | Moldavia                                                              | Qual. Mondiali 2002                                                   | -                                                                     | 71’                                                                   |
| 1-9-2001                                                              | Skopje                                                                | Macedonia                                                             | 1 – 2                                                                 | Svezia                                                                | Qual. Mondiali 2002                                                   | -                                                                     | 64’                                                                   |
| 5-9-2001                                                              | Istanbul                                                              | Turchia                                                               | 1 – 2                                                                 | Svezia                                                                | Qual. Mondiali 2002                                                   | -                                                                     | 62’                                                                   |
| 7-10-2001                                                             | Solna                                                                 | Svezia                                                                | 3 – 0                                                                 | Azerbaigian                                                           | Qual. Mondiali 2002                                                   | -                                                                     | 46’                                                                   |
| 10-11-2001                                                            | Manchester                                                            | Inghilterra                                                           | 1 – 1                                                                 | Svezia                                                                | Amichevole                                                            | -                                                                     | 46’                                                                   |
| 13-2-2002                                                             | Salonicco                                                             | Grecia                                                                | 2 – 2                                                                 | Svezia                                                                | Amichevole                                                            | -                                                                     |                                                                       |
| 27-3-2002                                                             | Malmö                                                                 | Svezia                                                                | 1 – 1                                                                 | Svizzera                                                              | Amichevole                                                            | -                                                                     | 82’                                                                   |
| 17-4-2002                                                             | Oslo                                                                  | Norvegia                                                              | 0 – 0                                                                 | Svezia                                                                | Amichevole                                                            | -                                                                     | 73’                                                                   |
| 17-5-2002                                                             | Solna                                                                 | Svezia                                                                | 1 – 2                                                                 | Paraguay                                                              | Amichevole                                                            | -                                                                     | 60’ 80’                                                               |
| 22-1-2005                                                             | Carson                                                                | Corea del Sud                                                         | 1 – 1                                                                 | Svezia                                                                | Amichevole                                                            | -                                                                     |                                                                       |
| 26-1-2005                                                             | San Diego                                                             | Messico                                                               | 0 – 0                                                                 | Svezia                                                                | Amichevole                                                            | -                                                                     |                                                                       |
| 9-2-2005                                                              | Saint Denis                                                           | Francia                                                               | 1 – 1                                                                 | Svezia                                                                | Amichevole                                                            | -                                                                     | 76’                                                                   |
| 8-6-2005                                                              | Solna                                                                 | Svezia                                                                | 2 – 3                                                                 | Norvegia                                                              | Amichevole                                                            | -                                                                     | 85’                                                                   |
| 17-8-2005                                                             | Göteborg                                                              | Svezia                                                                | 2 – 1                                                                 | Rep. Ceca                                                             | Amichevole                                                            | -                                                                     | 77’                                                                   |
| 3-9-2005                                                              | Solna                                                                 | Svezia                                                                | 3 – 0                                                                 | Bulgaria                                                              | Qual. Mondiali 2006                                                   | -                                                                     | 90+2’                                                                 |
| 12-11-2005                                                            | Seul                                                                  | Corea del Sud                                                         | 2 – 2                                                                 | Svezia                                                                | Amichevole                                                            | -                                                                     | 72’                                                                   |
| 1-3-2006                                                              | Dublino                                                               | Irlanda                                                               | 3 – 0                                                                 | Svezia                                                                | Amichevole                                                            | -                                                                     | 70’                                                                   |
| 25-5-2006                                                             | Göteborg                                                              | Svezia                                                                | 0 – 0                                                                 | Finlandia                                                             | Amichevole                                                            | -                                                                     | 46’                                                                   |
| 20-6-2006                                                             | Colonia                                                               | Svezia                                                                | 2 – 2                                                                 | Inghilterra                                                           | Mondiali 2006 - 1º turno                                              | -                                                                     | 90+1’                                                                 |
| 16-8-2006                                                             | Gelsenkirchen                                                         | Germania                                                              | 3 – 0                                                                 | Svezia                                                                | Amichevole                                                            | -                                                                     | 70’                                                                   |
| 7-10-2006                                                             | Stoccolma                                                             | Svezia                                                                | 2 – 0                                                                 | Spagna                                                                | Qual. Euro 2008                                                       | -                                                                     | 77’                                                                   |
| 11-10-2006                                                            | Reykjavík                                                             | Islanda                                                               | 1 – 2                                                                 | Svezia                                                                | Qual. Euro 2008                                                       | -                                                                     | 69’                                                                   |
| 15-11-2006                                                            | Le Mans                                                               | Costa d'Avorio                                                        | 1 – 0                                                                 | Svezia                                                                | Amichevole                                                            | -                                                                     | 83’ 85’                                                               |
| 28-3-2007                                                             | Belfast                                                               | Irlanda del Nord                                                      | 2 – 1                                                                 | Svezia                                                                | Qual. Euro 2008                                                       | -                                                                     |                                                                       |
| 6-6-2007                                                              | Solna                                                                 | Svezia                                                                | 5 – 0                                                                 | Islanda                                                               | Qual. Euro 2008                                                       | -                                                                     | 62’                                                                   |
| 22-8-2007                                                             | Göteborg                                                              | Svezia                                                                | 1 – 0                                                                 | Stati Uniti                                                           | Amichevole                                                            | -                                                                     | cap.                                                                  |
| 12-9-2007                                                             | Podgorica                                                             | Montenegro                                                            | 1 – 2                                                                 | Svezia                                                                | Amichevole                                                            | -                                                                     | cap. 43’                                                              |
| 13-10-2007                                                            | Vaduz                                                                 | Liechtenstein                                                         | 0 – 3                                                                 | Svezia                                                                | Qual. Euro 2008                                                       | -                                                                     | 70’ 88’                                                               |
| 17-11-2007                                                            | Madrid                                                                | Spagna                                                                | 3 – 0                                                                 | Svezia                                                                | Qual. Euro 2008                                                       | -                                                                     | 46’                                                                   |
| 13-1-2008                                                             | San Juan                                                              | Costa Rica                                                            | 0 – 1                                                                 | Svezia                                                                | Amichevole                                                            | -                                                                     | 68’                                                                   |
| 19-1-2008                                                             | Carson City                                                           | Stati Uniti                                                           | 2 – 0                                                                 | Svezia                                                                | Amichevole                                                            | -                                                                     | cap.                                                                  |
| 26-3-2008                                                             | Londra                                                                | Svezia                                                                | 0 – 1                                                                 | Brasile                                                               | Amichevole                                                            | -                                                                     | 50’                                                                   |
| 26-5-2008                                                             | Göteborg                                                              | Svezia                                                                | 1 – 0                                                                 | Slovenia                                                              | Amichevole                                                            | -                                                                     | cap.                                                                  |
| 10-6-2008                                                             | Wals-Siezenheim                                                       | Grecia                                                                | 0 – 2                                                                 | Svezia                                                                | Euro 2008 - 1º turno                                                  | -                                                                     |                                                                       |
| 14-6-2008                                                             | Innsbruck                                                             | Svezia                                                                | 1 – 2                                                                 | Spagna                                                                | Euro 2008 - 1º turno                                                  | -                                                                     |                                                                       |
| 18-6-2008                                                             | Innsbruck                                                             | Russia                                                                | 2 – 0                                                                 | Svezia                                                                | Euro 2008 - 1º turno                                                  | -                                                                     | 56’                                                                   |
| 20-8-2008                                                             | Göteborg                                                              | Svezia                                                                | 2 – 3                                                                 | Francia                                                               | Amichevole                                                            | -                                                                     | 83’                                                                   |
| 6-9-2008                                                              | Tirana                                                                | Albania                                                               | 0 – 0                                                                 | Svezia                                                                | Qual. Mondiali 2010                                                   | -                                                                     |                                                                       |
| 10-9-2008                                                             | Solna                                                                 | Svezia                                                                | 2 – 1                                                                 | Ungheria                                                              | Qual. Mondiali 2010                                                   | -                                                                     |                                                                       |
| 11-10-2008                                                            | Solna                                                                 | Svezia                                                                | 0 – 0                                                                 | Portogallo                                                            | Qual. Mondiali 2010                                                   | -                                                                     |                                                                       |
| 19-11-2008                                                            | Amsterdam                                                             | Paesi Bassi                                                           | 3 – 1                                                                 | Svezia                                                                | Amichevole                                                            | -                                                                     | 36’ 46’                                                               |
| 23-1-2009                                                             | Carson                                                                | Stati Uniti                                                           | 3 – 2                                                                 | Svezia                                                                | Amichevole                                                            | -                                                                     | cap. 26’ 71’                                                          |
| 29-1-2009                                                             | Oakland                                                               | Messico                                                               | 0 – 1                                                                 | Svezia                                                                | Amichevole                                                            | -                                                                     | cap. 46’                                                              |
| 6-6-2009                                                              | Solna                                                                 | Svezia                                                                | 0 – 1                                                                 | Danimarca                                                             | Qual. Mondiali 2010                                                   | -                                                                     | 68’                                                                   |
| 14-10-2009                                                            | Solna                                                                 | Svezia                                                                | 4 – 1                                                                 | Albania                                                               | Qual. Mondiali 2010                                                   | -                                                                     | 21’                                                                   |
| Totale                                                                |                                                                       | Presenze                                                              | 74                                                                    |                                                                       | Reti                                                                  | 0                                                                     |                                                                       |

## Palmarès

### Giocatore

#### Competizioni nazionali
- Campionato svedese: 2

Malmö: 2004, 2010
- Supercoppa di Svezia: 1

Helsingborg: 2012